# Panorama (tidning)
Panorama är en dagstidning som ges ut i Albanien. Panorama utges på albanska och trycks i huvudstaden Tirana. Den utges 7 dagar i veckan och är för närvarande den största i landet.